# Lavergne (Lot-et-Garonne)
Lavergne ist eine französische Gemeinde mit 559 Einwohnern (Stand 1. Januar 2022) im Département Lot-et-Garonne in der Region Nouvelle-Aquitaine (vor 2016: Aquitanien). Die Gemeinde gehört zum Arrondissement Marmande und zum Kanton Le Val du Dropt.
Der Name der Gemeinde leitet sich vom gallischen Wort verma (deutsch Erle) ab.
Die Einwohner werden Lavergnois und Lavergnoises genannt.

## Geographie
Lavergne liegt circa 22 Kilometer nordöstlich von Marmande und circa 30 Kilometer nordwestlich von Villeneuve-sur-Lot in der historischen Provinz Agenais am nördlichen Rand des Départements.
Umgeben wird Lavergne von den acht Nachbargemeinden:
| Saint-Pardoux-Isaac | Bourgougnague                               | Saint-Colomb-de-Lauzun |
| Miramont-de-Guyenne | Kompassrose, die auf Nachbargemeinden zeigt | Montignac-de-Lauzun    |
| Armillac            | Laperche                                    | Tombebœuf              |

Lavergne liegt im Einzugsgebiet des Flusses Garonne.
Die Dourdenne, ein Nebenfluss des Dropt, durchquert das Gebiet der Gemeinde zusammen mit ihren Nebenflüssen, dem Ruisseau de la Forêt und dem  Ruisseau du Saut du Loup.

## Einwohnerentwicklung
Nach Beginn der Aufzeichnungen stieg die Einwohnerzahl bis zur ersten Hälfte des 19. Jahrhunderts auf einen Höchststand von rund 1240. In der Folgezeit sank die Größe der Gemeinde bei kurzen Erholungsphasen, bis sie sich seit den 1960er Jahren auf einem Niveau zwischen 550 und 600 Einwohnern stabilisieren konnte.
| Jahr      | 1962 | 1968 | 1975 | 1982 | 1990 | 1999 | 2006 | 2011 | 2022 |
| --------- | ---- | ---- | ---- | ---- | ---- | ---- | ---- | ---- | ---- |
| Einwohner | 587  | 543  | 620  | 549  | 572  | 545  | 587  | 597  | 559  |

## Sehenswürdigkeiten

### Kirche Saint-Maxence
Sie wurde ursprünglich im 11. Jahrhundert errichtet, nach einem Brand im 15. Jahrhundert vollständig neu gebaut.

### Kirche Notre-Dame de la Mothe d’Ales
Sie wurde im 11. Jahrhundert erbaut und im 15. Jahrhundert umgestaltet. Sie birgt zwei Skulpturen aus dem 18. Jahrhundert bzw. aus der ersten Hälfte des 19. Jahrhunderts. Sie zeigen Maria in der Darstellungen der unbefleckten Empfängnis und mit Jesuskind. Außerdem ist ein 185 cm hohes und 250 cm breites Gemälde aus dem 18. Jahrhundert mit einer Darstellung der Kreuzigung Jesu zu sehen. Alle drei Werke sind als Monument historique der beweglichen Güter eingeschrieben oder klassifiziert.

### Kalvarienberg
Er wurde 1895 aus Irokoholz geschaffen und 1990 dank einer Spende eines libanesischen Christen restauriert.

## Wirtschaft und Infrastruktur
Die Landwirtschaft ist der wichtigste Wirtschaftsfaktor der Gemeinde.

### Bildung
Die Gemeinde verfügt über eine öffentliche Vor- und Grundschule mit 66 Schülerinnen und Schülern im Schuljahr 2018/2019.

### Verkehr
Lavergne ist erreichbar über die Routes départementales 227 und 266.